# Cuello (indumentaria)

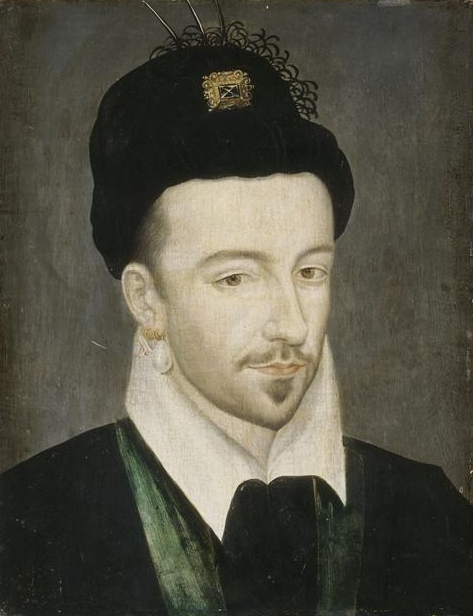
Cuello de camisa de Enrique III de Francia

Se llama cuello a la parte de una camisa, abrigo o prenda similar que rodea el cuello. 
El cuello tenía la principal función de abrigar y proteger esta parte del cuerpo si bien actualmente, salvo en las prendas de abrigo, tiene una función más estética que práctica. Para las mujeres puede servir además para enmarcar el rostro o realzar el escote. En función de la moda y de la prenda, el cuello ha adoptado numerosas variaciones de forma a lo largo de la historia. En la indumentaria masculina, los cuellos camiseros se han popularizado para el resto de las prendas como abrigos o chaquetas en que va unido a la solapa. 
En camisas, se distinguen los siguientes tipos de cuellos:
- Cuello inglés. Se caracteriza por tener las puntas más largas que en las camisas sport.
- Cuello italiano. Es más estrecho que el anterior y con abertura frontal más ancha
- Cuello abotonado. El cuello se sujeta a la camisa por botones en los picos. Se trata de un cuello informal no adecuado para prendas de vestir.
- Cuello pasador. Ya en desuso, se caracteriza porque se une a la camisa por medio de alfileres. Al igual que el anterior se trata de un cuello informal.
- Cuello postizo. Utilizado a principios del siglo XX, servía para ponerse con diferentes camisas, pasándolo de una a otra. Actualmente, está en desuso.[1]
- Cuello de frac. Es estrecho y tiene las puntas muy recortadas.
- Cuello redondeado. Tiene las puntas redondeadas.[2]

Las formas más habituales de cuello son:
- Cuello a la caja
- Cuello a ras del cuello
- Cuello alto, de cisne o de tortuga
- Cuello polo
- Cuello pico o en V
- Cuello barco
- Cuello vuelto
- Cuello marinero
- Cuello-bufanda
- Cuello de lazo
- Cuello plano
- Cuello bretón[3]

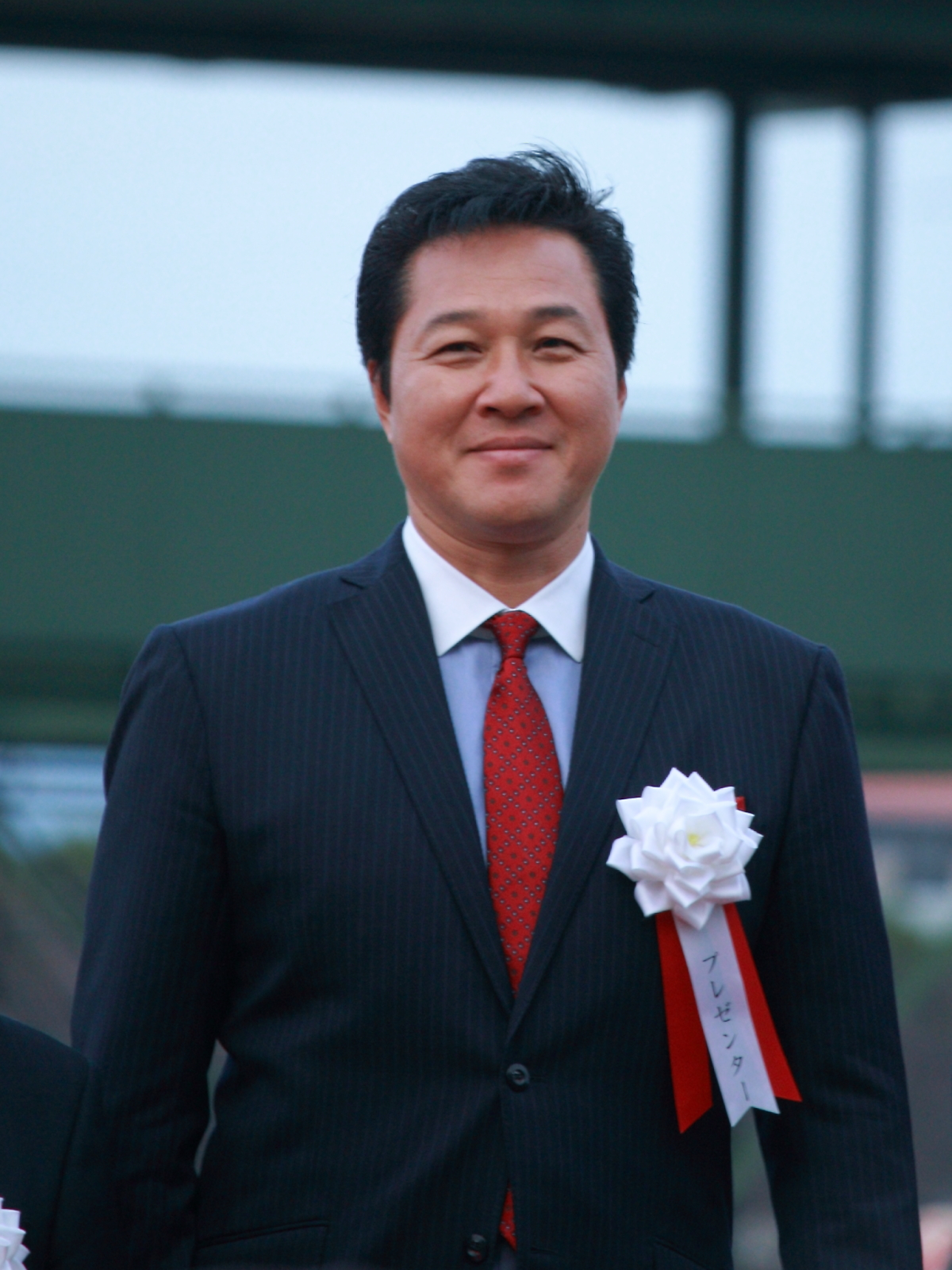
Cuello italiano
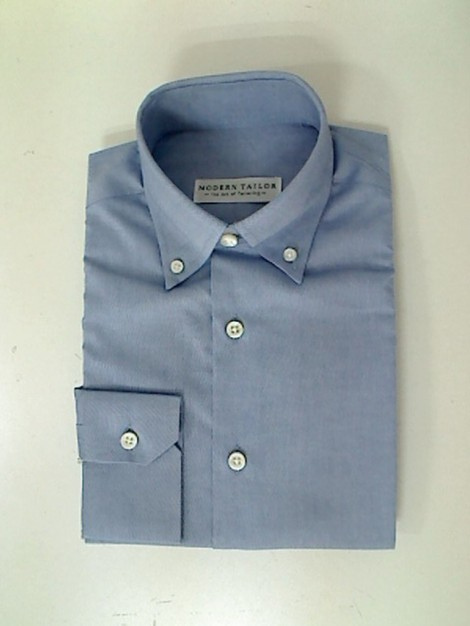
Cuello abotonado
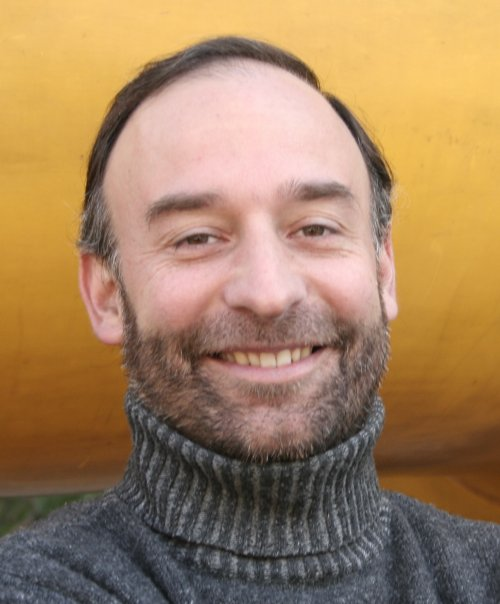
Cuello alto
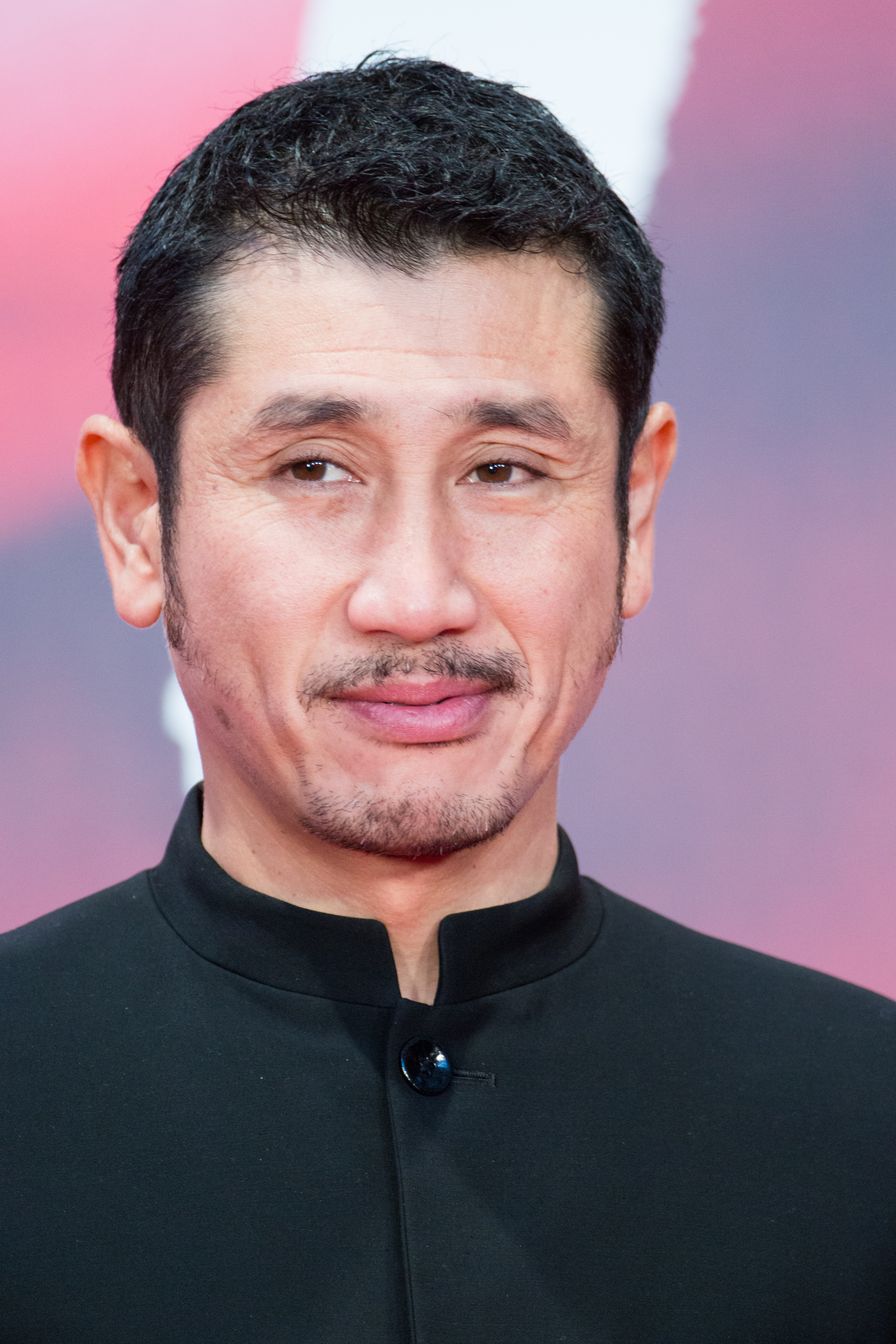
Cuello mao
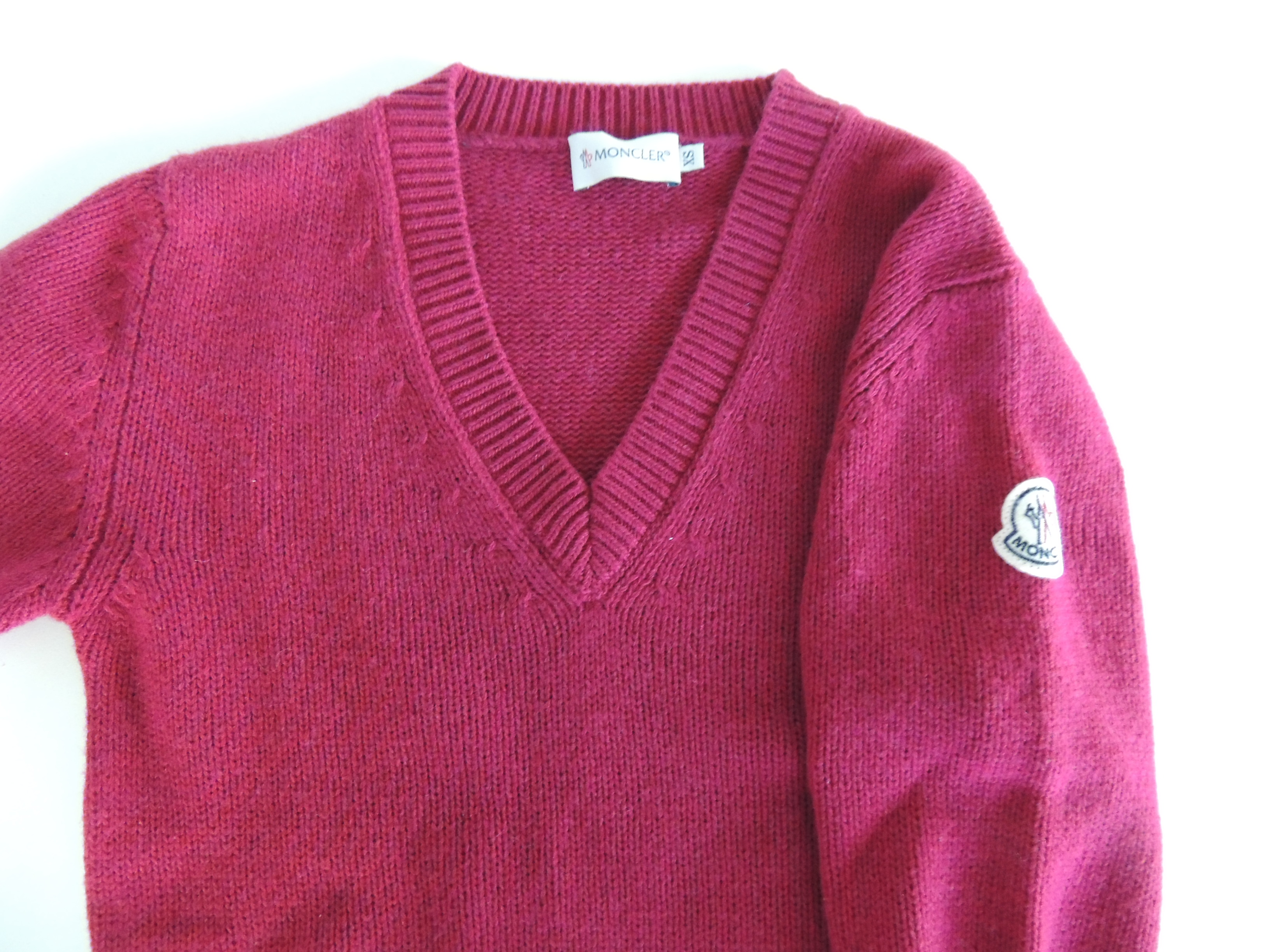
Cuello pico
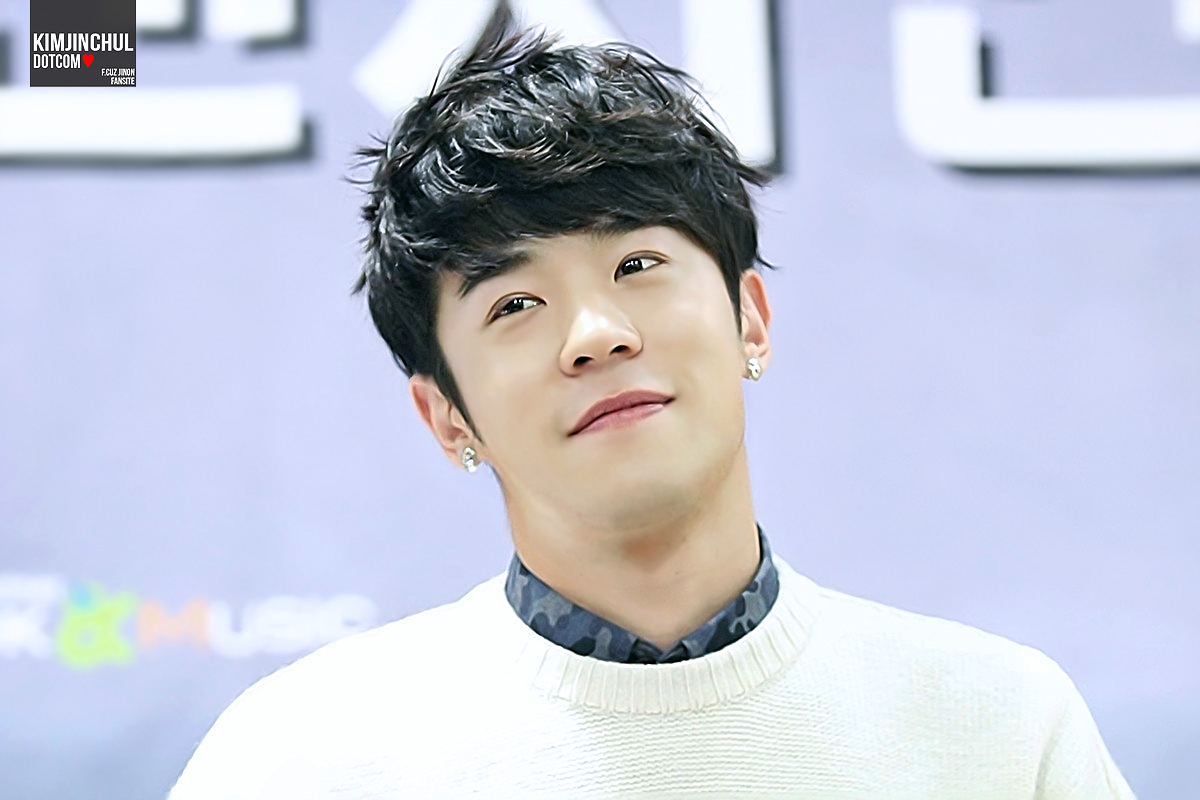
Cuello a la caja
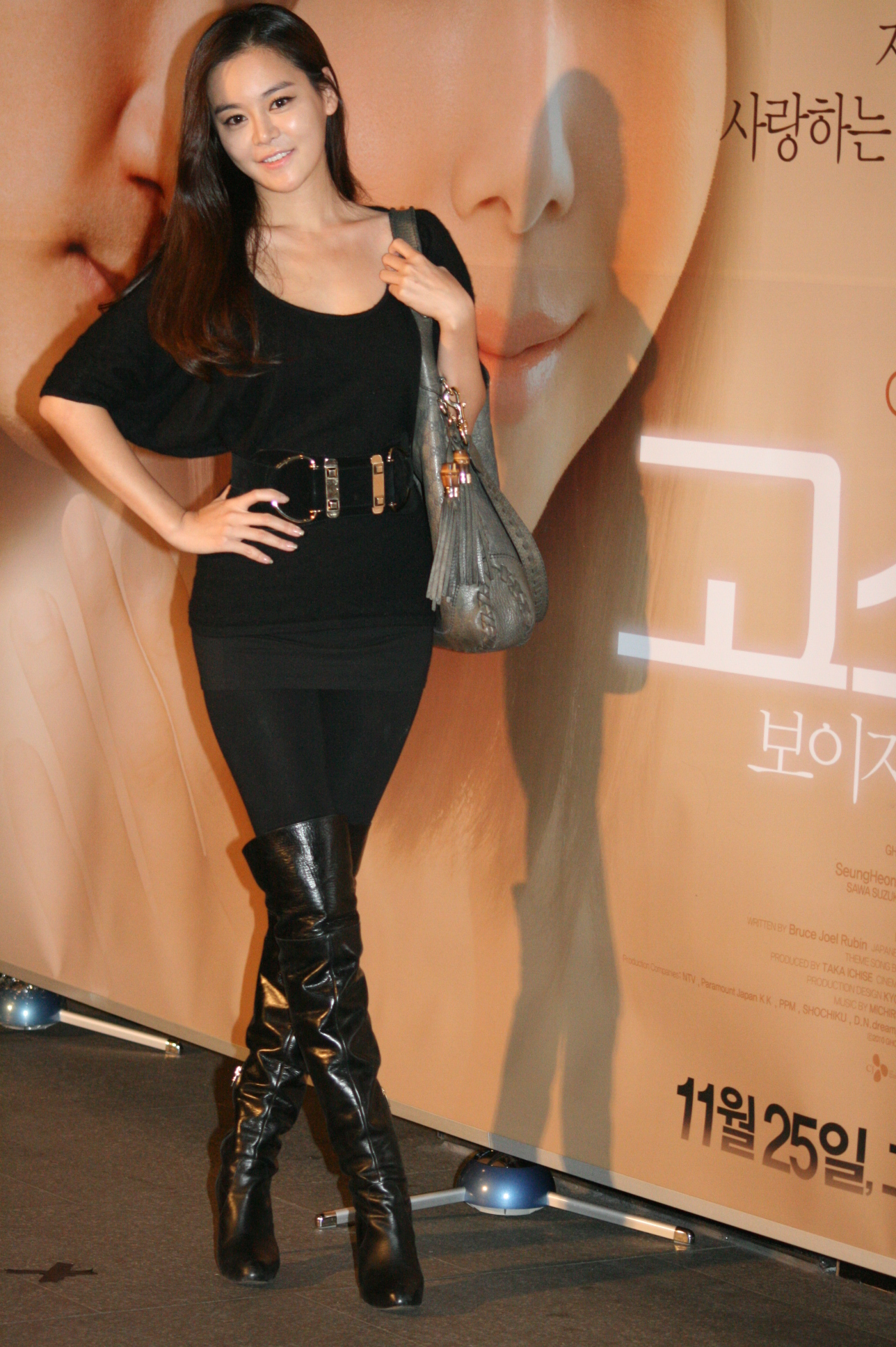
Cuello barco
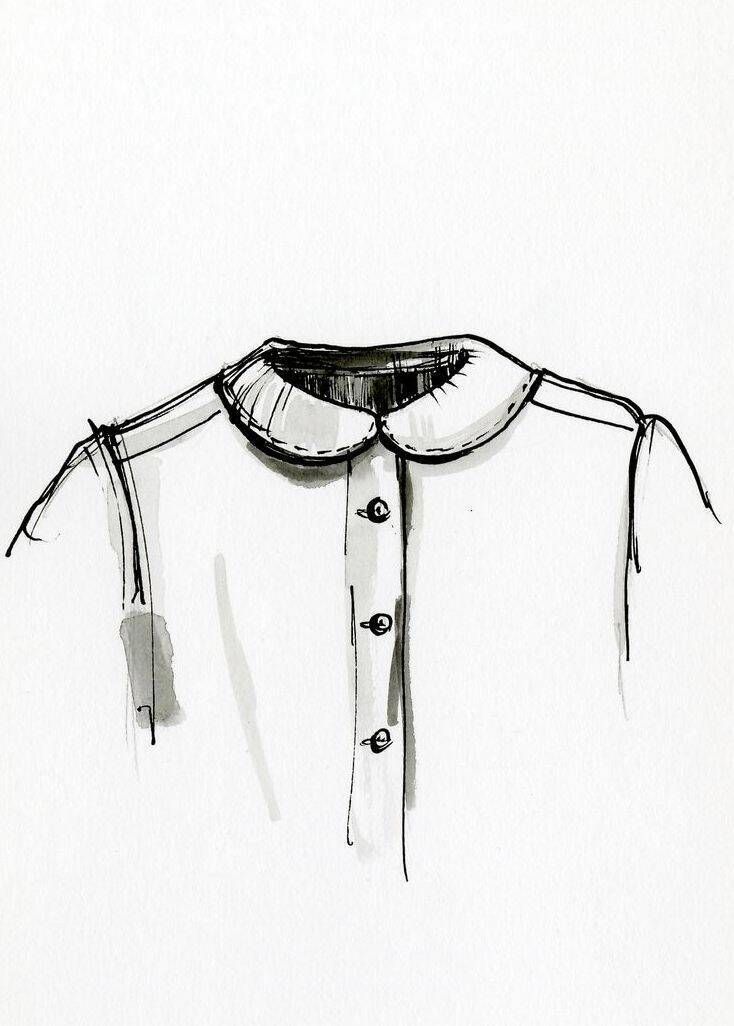
Cuello redondeado
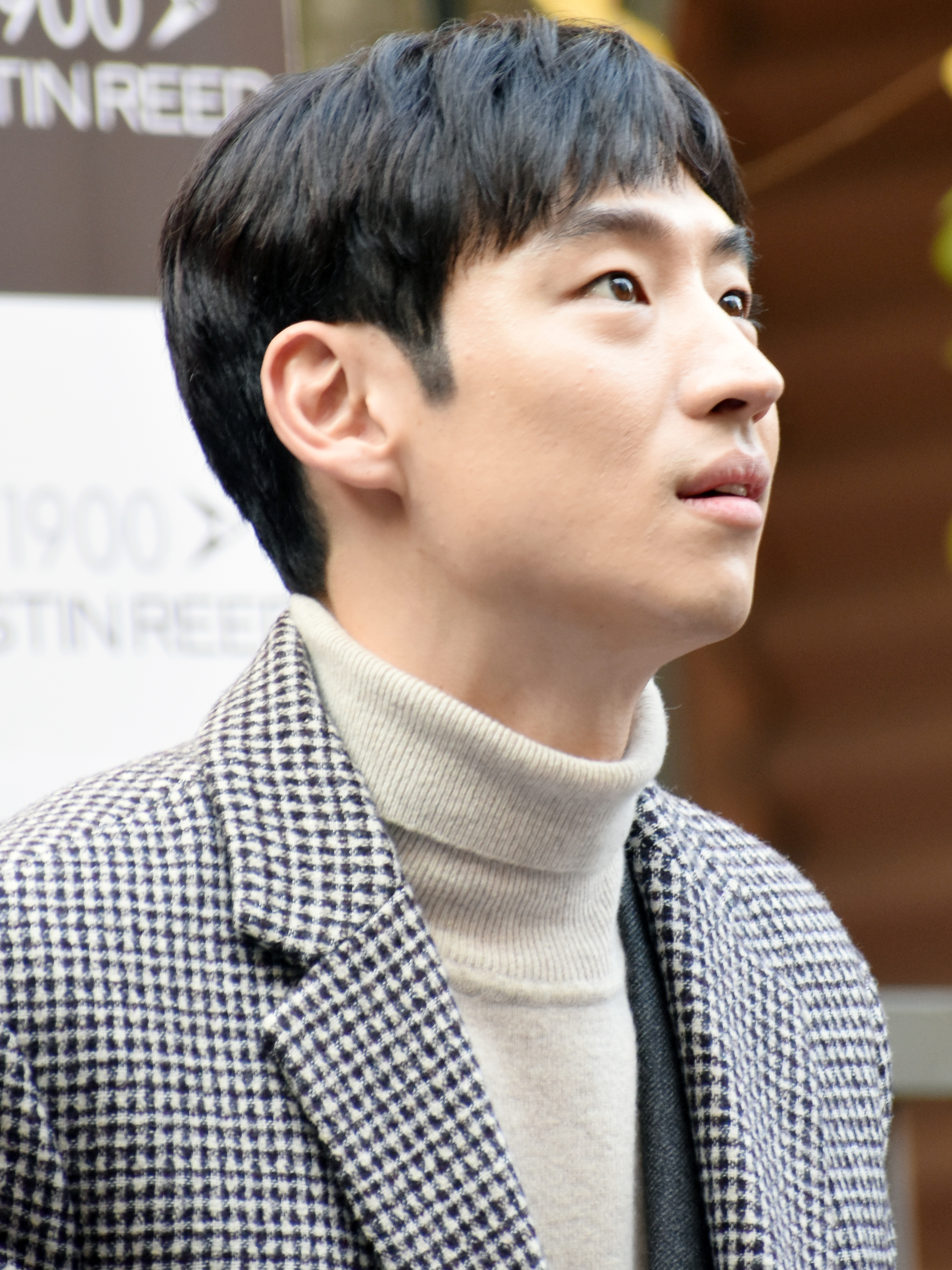
Cuello vuelto
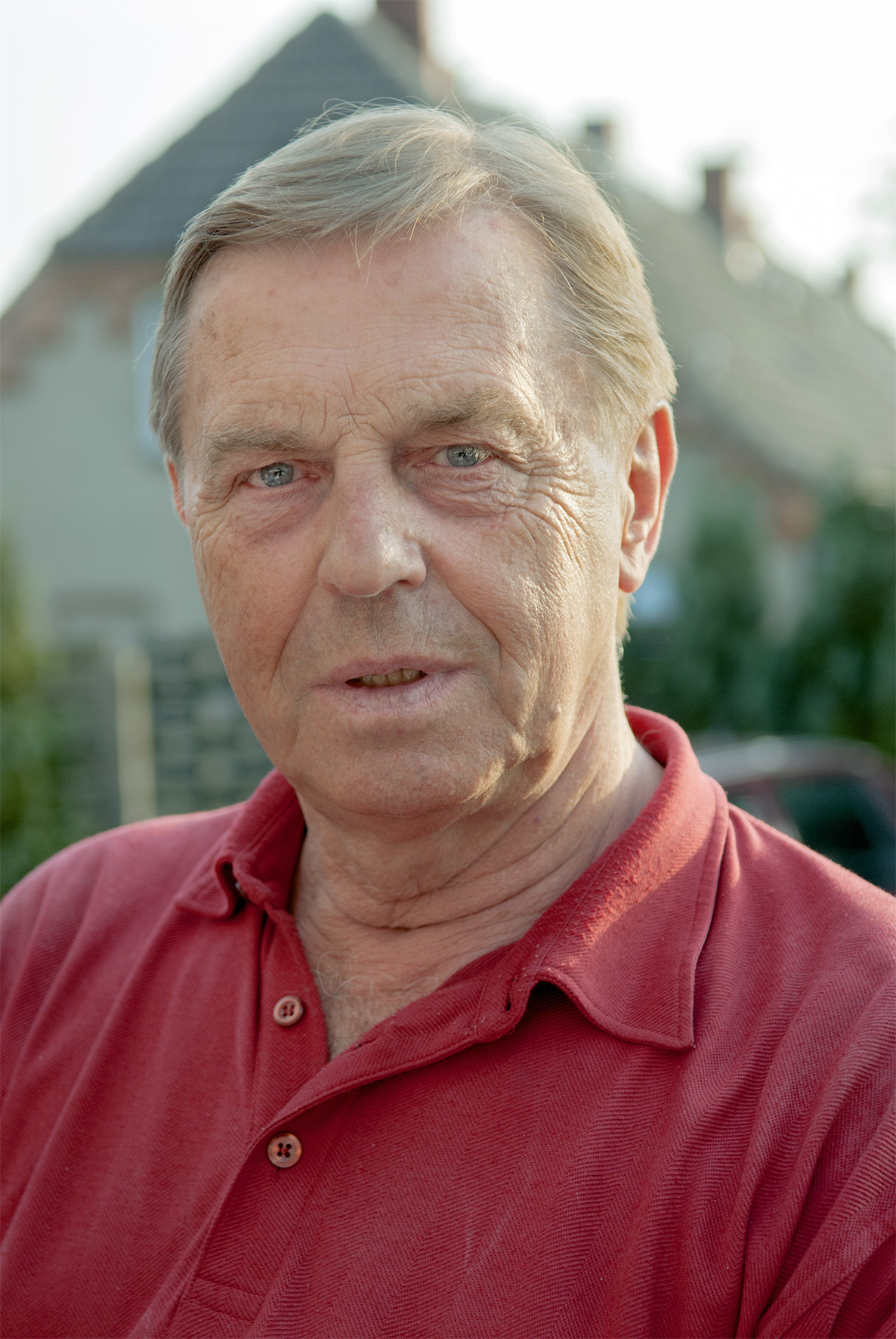
Cuello polo
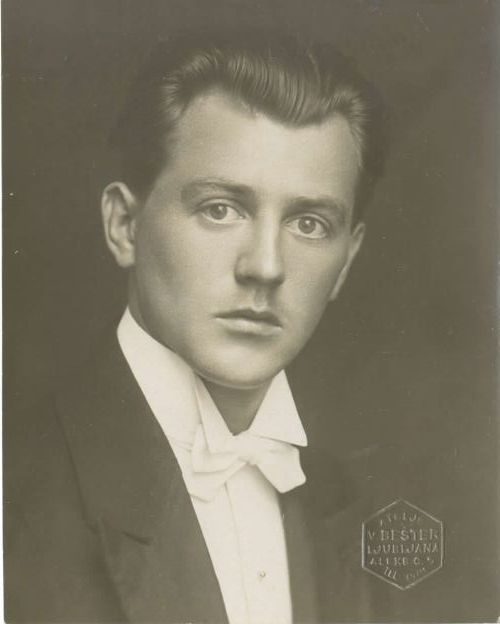
Cuello de frac
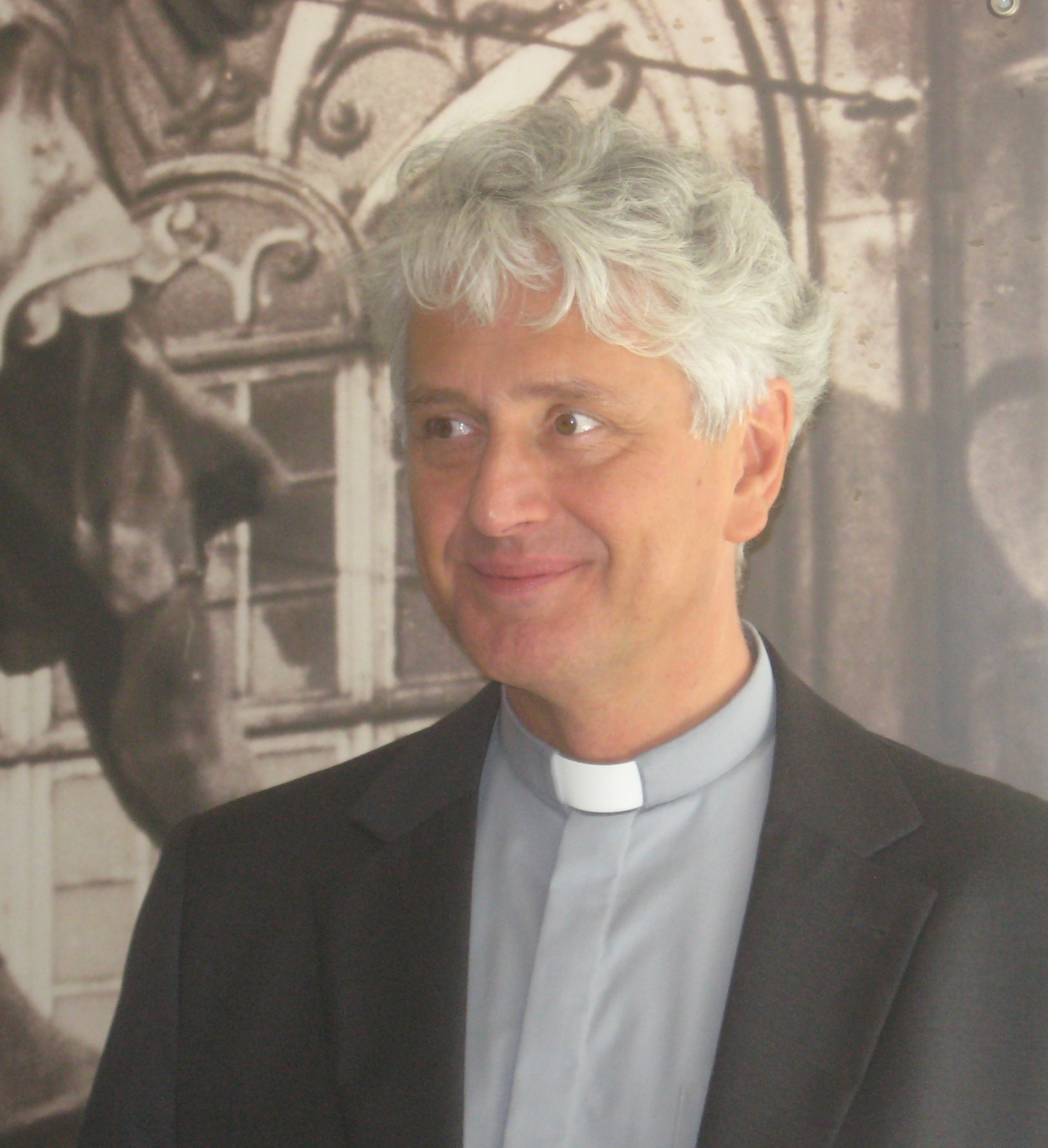
Cuello romano propio de los sacerdotes